# Банахевич (лунный кратер)
Кратер Банахевич (лат. Banachiewicz) — остатки ударного кратера, расположенного у восточного лимба видимой стороны Луны. Название дано в честь российско-польского астронома, геодезиста и математика Тадеуша Артуровича Банахевича (1882—1954) и утверждено Международным астрономическим союзом в 1964 году.

## Описание кратера

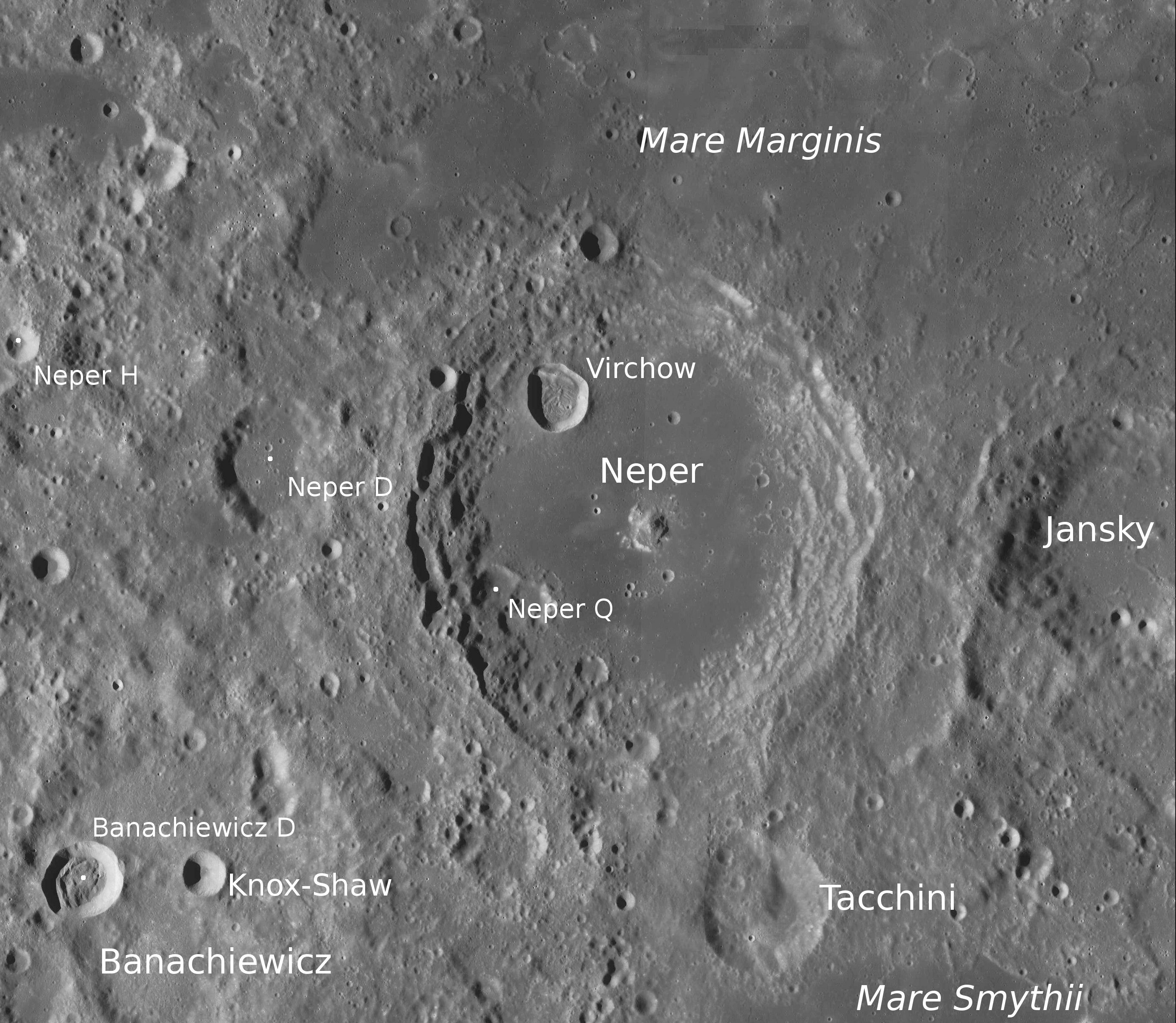
Окрестности кратера Банахевич. Снимок зонда Lunar Reconnaissance Orbiter.

На северо-востоке от кратера находится Море Краевое, на юго-востоке — Море Смита. Ближайшими соседями кратера являются кратер Вильдт на северо-западе; кратер Непер на северо-востоке; кратер Такини на востоке; кратер Шуберт на юге. В чаше кратера расположен кратер Нокс-Шоу. Селенографические координаты центра кратера — 5°17′ с. ш. 80°01′ в. д. / 5,28° с. ш. 80,01° в. д., диаметр — 100 км, глубина — 1,68 км.
За время своего существования кратер практически полностью разрушен и его структура потеряла выраженные очертания. Наиболее сохранились отдельные участки западной и юго-западной частей вала кратера. Высота вала над окружающей местностью составляет 1430 м, объем кратера приблизительно 8000 км³.

## Сателлитные кратеры

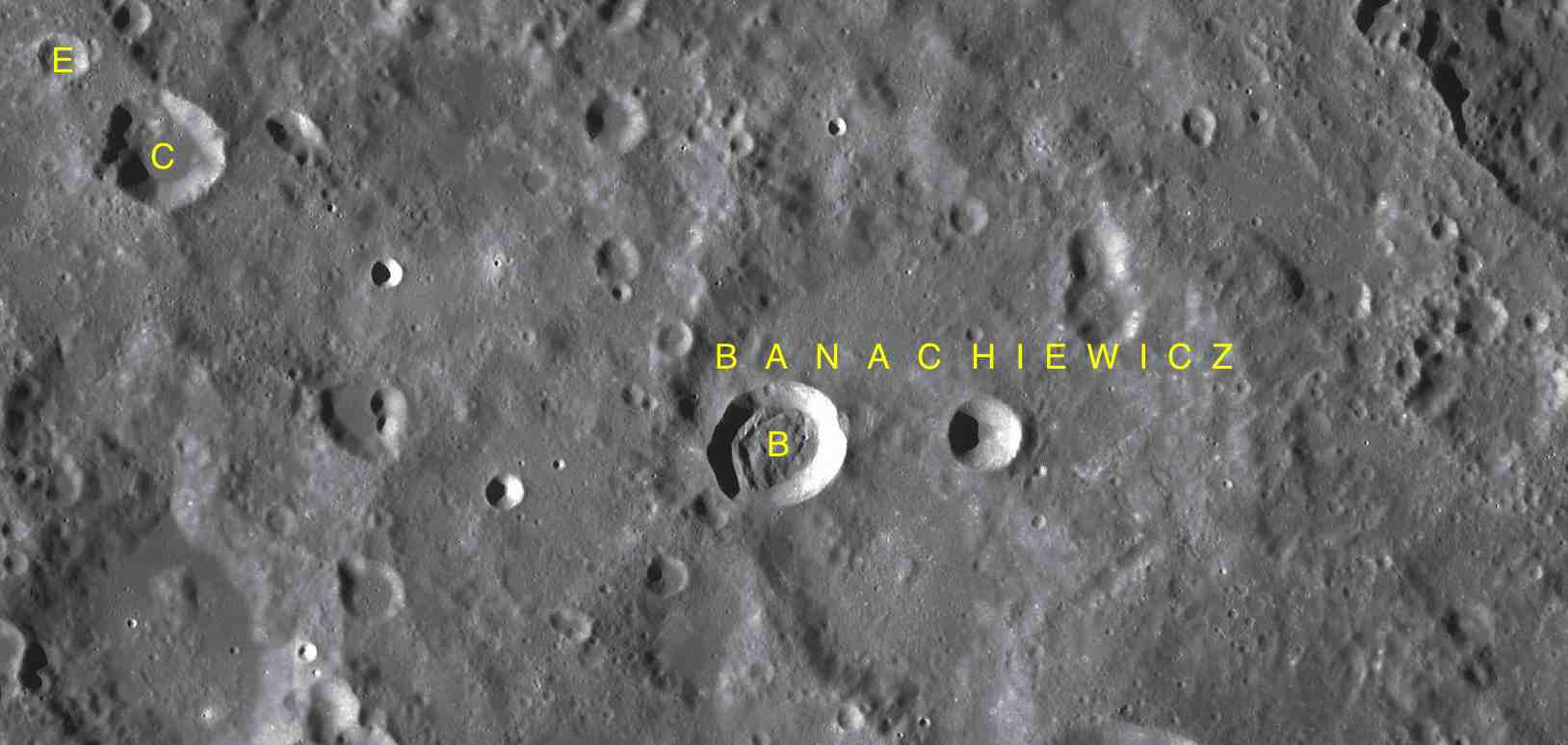
Фрагмент карты LAC-63.

| Банахевич | Координаты                                          | Диаметр, км |
| --------- | --------------------------------------------------- | ----------- |
| B         | 5°17′ с. ш. 78°58′ в. д. / 5,29° с. ш. 78,97° в. д. | 23,0        |
| C         | 7°01′ с. ш. 75°20′ в. д. / 7,02° с. ш. 75,33° в. д. | 21,3        |
| E         | 7°34′ с. ш. 74°45′ в. д. / 7,57° с. ш. 74,75° в. д. | 8,6         |